# Pnigalio externa
Pnigalio externa är en stekelart som först beskrevs av Philip Hunter Timberlake 1927.  Pnigalio externa ingår i släktet Pnigalio och familjen finglanssteklar. Inga underarter finns listade i Catalogue of Life.